# David Copperfield (film fra 1922)
 For alternative betydninger, se David Copperfield. (Se også artikler, som begynder med David Copperfield)
David Copperfield er en dansk stumfilm fra 1922, der er instrueret af A.W. Sandberg. Filmen er baseret på Charles Dickens roman af samme navn, der blev udgivet i 1849-1850.

## Handling
Den aldrende David Copperfield, ser tilbage på sin omtumlede opvækst. Faren dør, før David kommer til verden, og hans mor da han er ganske ung. Efter farens død gifter hun sig med den voldelige Mr. Murdstone, som hurtigt får sendt David på kostskole. Herfra må han klare sig på egen hånd – med familiens kloge og hjertensgode tjenestepige, Peggotty, som det faste holdepunkt. Gennem livets hårde skole oplever han morskab og tragedie, kærlighed og hjertesorg, venskab og bedrag. Hans vej krydses af mange excentriske personer, men han finder kaldet som forfatter og falder til ro i ægteskabet med barndomsveninden Agnes.

## Medvirkende
- Gorm Schmidt som David Copperfield som voksen
- Martin Herzberg som David Copperfield som barn
- Margarete Schlegel som David Copperfields mor
- Karen Winther som Agnes som voksen
- Else Nielsen som Agnes som barn
- Poul Reumert som Sagfører Wickfield, Agnes' far
- Frederik Jensen som Mr. Micawber
- Anna Marie Wiehe som Mrs. Micawber
- Karina Bell som Dora
- Robert Schmidt som Mr. Murdstone
- Ellen Rovsing som Miss Murdstone
- Marie Dinesen som Tante Betsy
- Karen Caspersen som Pegotty
- Charles Wilken som Mr. Chillip
- Rasmus Christiansen som Uriah Heep
- Peter Malberg som Dick
- Mathilde Nielsen som Medvirkende